# The Fountain
The Fountain is een film uit 2006 onder regie van Darren Aronofsky, met Hugh Jackman en Rachel Weisz. De film is gebaseerd op de gelijknamige DC/Vertigo striproman.
De film zou aanvankelijk worden opgenomen met een budget van 70 miljoen dollar in 2002 met Brad Pitt en Cate Blanchett in de hoofdrollen. Nadat Brad Pitt zich terugtrok leek de film niet meer door te gaan. Aronofsky kreeg het echter in 2005 voor elkaar de film alsnog te mogen maken, maar met een gehalveerd budget. Aronofsky probeerde dit op te lossen door in plaats van veel visuele computereffecten gebruik te maken van macrofotografie.

## Verhaal
De film gaat over Tommy Creo wiens vrouw Izzy lijdt aan een ongeneeslijke hersentumor. Het bestaat uit verhaallijnen in drie verschillende periodes: in het heden, 500 jaar geleden en 500 jaar in de toekomst.
Het heden
Tommy werkt voor een bedrijf dat medicijnen probeert te ontwikkelen tegen tumoren door middel van testen op proefdieren. Wanneer een aap, Donovan genaamd, dreigt opgegeven te worden tijdens een operatie probeert Tommy een medicijn dat gemaakt wordt met als ingrediënt een stuk schors van een boom uit Guatemala.
Izzy is ondertussen bezig met het schrijven van een boek over de Maya cultuur en het verhaal rondom de ‘tree of life’. Het drinken van het sap van deze boom zou je onsterfelijk maken. Het verhaal dat ze schrijft gaat over de conquistador Thomas die op zoek gaat naar de ‘tree of life’ om zo Spanje te behouden van de ondergang. Ze vertelt Tommy dat het boek eindigt bij een gouden Nebula, die ze beschrijft als Xibalba, de Maya-onderwereld.
Tommy vergeet dat Izzy zijn aandacht nodig heeft in plaats van dat hij constant bezig is met zijn werk om een medicijn te vinden tegen hersentumoren. Hij boekt wel progressie en Donovan herstelt opmerkelijk snel van zijn operatie. Met Izzy gaat het niet goed en nadat ze geen temperatuur meer kan voelen krijgt ze in een museum een beroerte waarna ze in het ziekenhuis belandt.
Daar leest Tommy het vervolg van het boek van Izzy dat eindigt wanneer de conquistador bijna bij de boom is en vervolgens dreigt te worden doodgeslagen door een priester met een vlammend zwaard, zoals beschreven in de mythes van de Maya's. Izzy vraagt Tommy het laatste hoofdstuk van het boek te schrijven en het zo dus af te maken.
Juist wanneer Tommy echt vooruitgang boekt op zijn werk doordat de tumor van de aap is verminderd van formaat, overlijdt Izzy. Op de begrafenis vertelt Tommy aan zijn bazin dr. Lillian dat de dood een ziekte is en hij er het medicijn tegen wil vinden.
De toekomst
Ondertussen zien we beelden van Tommy die in een bol in de ruimte rondzweeft bij een boom. Ze zijn op weg naar Xibalba, waar volgens de Mayacultuur alle doden weer tot leven worden gewekt. Tijdens deze beelden eet hij geregeld een stukje schors van de boom waarna hij ook gaat hallucineren en flashbacks krijgt. Tommy zegt telkens tegen de boom dat ze er bijna zijn en dat hij het binnenkort af zal maken. De stem van Izzy zegt telkens “finish it”. Deze boom is gegroeid uit het zaad dat Tommy plant naast het graf van Izzy aan het einde van de film. In het ziekenhuis, de avond voor ze overlijdt, vertelt Izzy aan Tommy namelijk het verhaal van de ziel die overging in de boom.
Direct nadat Izzy overlijdt gaat in de toekomst de boom ook dood. Dit zou kunnen betekenen dat Izzy nu onderdeel is geworden van Tommy, omdat hij te veel van de boom heeft genomen.
Einde
Aan het einde zien we eerst de Spaanse conquistador (Thomas) die de tree of life gevonden heeft. Juist wanneer hij neergeslagen zal worden door de Priester aan het einde van het boek ziet de priester dat Thomas de ‘first father’ is, en de priester laat zich vermoorden door Thomas waarna deze de boom bereikt. Hij steekt zijn dolk in de boom en uit de eerste druppels van het sap die op de grond druppen groeit direct een plant. Hij behandelt vervolgens de wond die hij heeft opgelopen bij de priester met het sap, die vrijwel direct compleet geneest. Vervolgens drinkt hij het sap waarna er planten uit hem beginnen te groeien en hij overlijdt.
Tommy en de overleden boom (in de toekomst) bereiken ondertussen bijna Xibalba en Tommy verlaat de boom en gaat in een aparte bol naar Xibalba. De bol explodeert, Tommy gaat dood en wordt opgenomen door de boom. De boom gaat vervolgens weer bloeien met de zielen van Tommy en Izzy er in. Als laatste scene zien we dus dat Tommy een zaad van die boom uit Guatemala waarmee hij de aap behandelde bij het graf van Izzy begraaft.

## Interpretaties
The Fountain begint met een verwijzing naar Genesis 3:24. Darren Aronofsky zelf interpreteert dit deel als de definitie van de sterfelijkheid van de mensheid. Hij gelooft dat we in feite al onsterfelijk zijn doordat wanneer we dood gaan onze 'ziel' weer wordt opgenomen door een andere plant of wezen. Dat de dood het begin is van nieuw leven is de hoofdlijn van de hele film. Thomas, die dronk van het sap, ging dood en werd onderdeel van de kringloop van het leven. Hij werd de ziel van de planten die uit hem groeiden. Hij was dus eigenlijk al onsterfelijk.
Aronofsky ziet de reis die Tommy maakt met de boom als de innerlijke reis naar het begrip van de kringloop van het leven. Net zoals Izzy is Tommy aan het einde van zijn leven niet meer bang om te sterven doordat hij deze kringloop begrijpt.
Aronofsky zei over de film: "De kern is voor iedereen hetzelfde, maar de weg ernaartoe is voor iedereen anders".
Journalisten Victoria Alexander and Robert Butler argumenteren dat Tommy Creo's leven een hallucinatie is veroorzaakt door de bast van de boom. Brian Orndorf ziet het visuale aspect van Creo's worstelingen als "de mentale instorting van een man die hoop zoekt op al de verkeerde plaatsen"."
Een strikt op feiten gebaseerde analyse geeft de echte essentie van de film als "De laatste drie dagen van... twee mensen erg geloofwaardig en sympathiek in de liefde", wat zou kunnen betekenen dat het idee en de toekomstige elementen niet letterlijk te nemen representaties zijn, gelijkend astrale projecties, of de psychologie van overlevers schuldgevoel.

## Rolverdeling
| Acteur              | Personage                 |
| ------------------- | ------------------------- |
| Hugh Jackman        | Tomas/Tommy/Tom Creo      |
| Rachel Weisz        | Koningin Isabel/Izzi Creo |
| Ellen Burstyn       | Dr. Lillian Guzetti       |
| Mark Margolis       | Vader Ávila               |
| Stephen McHattie    | Inquisitor Silecio        |
| Donna Murphy        | Betty                     |
| Sean Patrick Thomas | Antonio                   |
| Abraham Aronofsky   | Medewerker in het lab     |